# 华兴源创
苏州华兴源创科技股份有限公司（上交所：688001，简称：华兴源创，扩位简称：苏州华兴源创科技），是一家主要经营检测设备、整线检测系统解决系统的公司，其设备主要应用于LED、OLED、集成电路等产业，总部位于中华人民共和国江苏省苏州市。

## 历史
2019年6月14日，中国证监会同意华兴源创进行科创板首次发行股票注册。6月19日，该公司向上海证券交易所递交招股意向书，并同步开展路演，号称“科创板第一股”。7月22日，华兴源创在上交所科创板上市。

## 争议
2019年12月，华兴源创提出了科创板首个公司并购重组预案，拟以发行股份及支付现金的方式，以11.5亿元人民币的对价全资收购苏州欧立通自动化科技有限公司，该公司主要经营智能组装、检测设备等，用于无线耳机、智能手表的装配等环节。2021年3月10日，该对价被压低到10.4亿。据《界面新闻》报导称，该单收购存在疑点，标的公司业绩足以独立上市但放弃了IPO的机会，该公司也可能存在实控人将另一间实际控制同业竞争公司装入新公司的可能，甚至在被并购前夕不惜突击更新公司网站披露商业秘密，标的公司本身科技含量也较低，而华兴源创也没有披露标的公司存在的大额投资行为，被怀疑是通过收购子公司来修饰报表业绩。